# コンボイ (映画)
『コンボイ』（Convoy）は、1978年にサム・ペキンパーが制作したアメリカ・イギリスのアクション映画。

## 概要
1975年にC・W・マッコールにより作られた、同名のアメリカの大型トラック運転手を題材にしたカントリー・ウエスタンのノベルティ・ソング「コンボイ」を元にして、1978年に製作された。主演はクリス・クリストファーソン。
第二監督をペキンパー作品でお馴染み、ジェームズ・コバーンが務めている。最後のエンドクレジットで名前を確認できる。
この映画により「コンボイ」という単語は日本国内でも知られるようになった。コンボイとは本来は護送船団の意であり、ここではトラックが集団で走行する様子を意味している（英語版のTruckers' convoysも参照）。
日本での公開時には、本来の主題歌とは別にプロモーション用のテーマ曲（インストゥルメンタル）「コンボイのテーマ」（作曲・編曲・演奏：U.S.CONVOYS）が日本独自に制作され、シングルレコード（日本クラウン PW-553）は30万枚を売り上げた。U.S.CONVOYS名義になっている参加ミュージシャンは以下の通り。
- 作曲・編曲：松任谷正隆[3]。
- 演奏：松任谷正隆、松原正樹、高水健司、林立夫、斉藤ノヴ、ジェイク・コンセプション

## あらすじ
タンク・トレーラーを牽引した黒い大型トラックでアリゾナ州の白い荒野を走る主人公のラバー・ダックだったが、女カメラマンのメリッサが乗るジャガーに追い越される。
その後トラック仲間のピッグ・ペンとスパイダー・マイクとで無線が繋がり合流して一緒に走ることに・・。
そのやり取りを無線で傍受していた保安官「ライル」は”コットン・マウス”を名乗り親切を装って「取り締まりはやっていない道路は順調」など嘘の情報を無線で流したうえでラバー・ダックたちを陥れ、スピード違反で検挙する。同時にそれをもみ消すための賄賂を要求してきた。
ライルのやり方に納得できなかったラバー・ダック一行だがスピード違反を一旦は認めその場を立ち去ったが、憂さ晴らしのために食事へ行くことになり、行きつけのドライブイン「クロスロード」に向け車を走らせる。店内の無線を拝借したピッグ・ペンとスパイダー・マイクは別人を装いライルをおちょくる無線交信をしあい彼を挑発する。
案の定その無線を傍受しつつ正体を見抜いていたライルは怒り心頭でドライブインに乗り込んできてスパイダー・マイクに対し黒人を侮辱する言葉を浴びせる。スパイダー・マイクは怒りのあまりライルにパンチを一発食らわせてしまうが、その後、あとから駆け付けた別の保安官たちが銃を抜いたためそれをきっかけに店内がメチャクチャに壊れるほどの大乱闘に発展する。ほかのトラック仲間が加勢し何とかライルたちをやっつけたラバー・ダック一行は保安官たちを手錠で拘束しさらに追跡できないようパトカーをも破壊する。
予想外の大事になってしまい、メリッサからは「懲役10年は下らないわ」と言われ焦ったラバー・ダックは逃亡先をメキシコへ定め国境へ向けトラックを集団で走らせ始める。
このラバー・ダックたちの状況を車載のCB無線で傍受していた多くのトラック仲間たちが次から次へと集まりだして巨大なトラック集団「コンボイ」を形成する。
しかし、命からがら逃亡しているにもかかわらず、自分の意に反して次々と台数が膨れ上がる「コンボイ」と行く先々の町で大歓迎される状況に戸惑うラバー・ダックとそれを阻止しようとする保安官ライルを含めた警察当局とのバトルや、巨大「コンボイ」を利用して次の上院議員選挙を有利にしようとする州知事関係者との駆け引き、また途中で拾った美人カメラマン、メリッサとの恋の行方を描く。

## 登場人物

### コンボイ軍団
マーティン・ペンウォルド "ラバー・ダック"
演 - クリス・クリストファーソン
主人公でコンボイの実質的リーダー。ボサボサの長髪に口ひげを蓄えているタンクトレーラーの運転手。
寡黙で不愛想、頑固者だが意外とスケベで女好きである一方、トラック仲間たちを大事にしている。
愛車であるMACK社製トレーラーヘッドのボンネットにはゴムでできたアヒルのマスコットが付いている事から、ゴムのアヒル（ラバー・ダック）と呼ばれている。また、ボビーやスパイダー・マイクからは略して「ダック」と呼ばれることもある。
ドライブインで働くウェイトレスの恋人「バイオレット」がいるにもかかわらず、道中共にしているメリッサに惹かれていく。
なおラバー・ダックのタンクトレーラーには爆発性の化学薬品「ニトロ・マナイト」が満載してあり、道路封鎖や銃で攻撃しようとするライルたちに「ドカーンといくぞ」と脅しを掛け、手出しできないようにしていた。
メリッサ
演 - アリ・マッグロー
女性フリーカメラマンで劇中でのヒロイン。
愛車、ジャガーＥタイプのオープンカーでに乗って写真撮影の旅をしていたが道中車が故障して動けなくなってしまったところでラバー・ダックに拾われる。
行動が過激になっていくラバー・ダックに対し「劇画の主人公にでもなったつもり？」とたしなめる一方で検問突破の場面では恐怖のあまり座席の後ろに隠れてしまうほどの臆病な面がある。徐々にラバー・ダックに惹かれていく。
ボビー "ピッグ・ペン" / "ラブ・マシーン"
演 - バート・ヤング
豚を運んでいるトレーラーの運転手。コンボイのサブリーダー的存在。
コンボイに入れてくれとの無線に対しては「大歓迎だ・裏口から入りなよ」と応答する。
テンガロンハットを被りカウボーイ風のファッションを身に纏っている。
当初"ラブ・マシーン"と名乗るが、積み荷のせいでスパイダー・マイクからは"ピッグ・ペン"（豚小屋）と呼ばれてしまうことになる。
だが、ラバー・ダックからは「ボビー」と呼ばれることもある。
"スパイダー・マイク"
演 - フランクリン・アジャイ
1961年製の古いトレーラーに乗っている黒人の運転手。ハーモニカを吹きながら運転しているシーンがある。
得意技はトレーラーでパトカーを両側から挟み撃ちにして「サンドウィッチ」を作ること。
ベトナム戦争で戦地へ赴いた際、銃に撃たれた過去があり「おれは黒人としての人生に飽きちまったのさ」とのセリフがある。
生まれてくる子供に会うためコンボイから離脱したところ、テキサス州で保安官ライルたちに囚われ酷いリンチを受けてしまう。
”ウィドー・ウーマン”
演 - マッジ・シンクレア
黒人の女性トラック運転手で自称「ブラック・ウィドー」。
白いトレーラーが愛車だが、本人はあまり好きではないらしい。
ラバー・ダックからは「未亡人」と呼ばれている。
女性ながら意外とケンカが強く、保安官たちとの乱闘では強烈な顔面キックをお見舞いしていた。
ドライブインでの乱闘後にコンボイに加わるものの走行中に町の交差点で横転事故を起こしてしまい、トラックを乗り捨ててそのままラット兄弟のトラックに押しかけて同乗させてもらう。
”オールド・イグアナ”
演 - ビル・クンツ
ご高齢のベテラントラック運転手。自称「イグアナ」。
長年トラック運転手をやってきた事に誇りを持っていて「若いやつにはまだまだ負けないぞ」というほど元気である。
ヘリコプターで空から現れたライルに向けて中指を突き立てるシーンがある。
”ダンカン・スローン神父”
演 - ダニー・フリッツ
バス2台で巡礼の旅をしている神父。
ダックからは本物の牧師ではないと思われている。
何故かラバー・ダックのコンボイに「丘の上のトラック」と共に合流してくる。

### 保安官
ライル・ウォーレス
演 - アーネスト・ボーグナイン
ナトーシャ郡の保安官。ラバー・ダックからは「親熊（おやくま）」と呼ばれている。
スピード違反をもみ消すのに賄賂を要求するなど悪徳保安官として有名で地元では評判が悪い。
スパイダー・マイクとのやり取りから黒人差別主義者の一面を見せている。
ラバー・ダックを目の敵にしているためFBIや軍隊を動員したりなどあらゆる手段で執拗に彼らのコンボイを追い詰めようとする。

### 州知事関係者
チャック・アーノルド
演 - ブライアン・デービス
ニューメキシコ州知事報道官。巨大化したコンボイを利用して州知事が立候補予定の上院議員選挙を有利にしようとピックアップトラックの荷台に乗ってラバー・ダックに接近し「協力しあいませんか、お互いの為ですよ」と交渉を持ちかける。

#### ジェリー・ハスキンス
演 - シーモア・カッセル
ニューメキシコ州知事。自分が来年立候補する上院議員選挙を有利にしたいが為にコンボイを利用しようと企てる。
一応、約束通りアルバカーキにてコンボイのキャンプ地を用意するが・・・・。

## キャスト
| 役名                         | 俳優                       | 日本語吹替 | 日本語吹替 |
| 役名                         | 俳優                       | テレビ朝日版 | ？版       |
| ---------------------------- | -------------------------- | --- | ---------- |
| マーティン（ラバー・ダック） | クリス・クリストファーソン | 西沢利明 | 堀勝之祐   |
| メリッサ                     | アリ・マッグロー           | 鈴木弘子 |            |
| ライル・ウォーレス           | アーネスト・ボーグナイン   | 富田耕生 |            |
| ボビー（ピッグ・ペン）       | バート・ヤング             | 内海賢二 |            |
| スパイダー・マイク           | フランクリン・アジャイ     | 納谷六朗 |            |
| ウィドー・ウーマン           | マッジ・シンクレア         | 中西妙子 |            |
| ハスキンズ                   | シーモア・カッセル         | 小林修 |            |
| ホワイト・ラット             | ホワイティ・ヒューズ       | 峰恵研 |            |
| パック                       | ビリー・ヒューズ           | 宇南山宏 |            |
| オールド・イグアナ           | ビル・クンツ               | 前沢迪雄 |            |
| その他                       |                            | 筈見純 緑川稔 村松康雄 石井敏郎 山田礼子 藤本譲 栗葉子 飯塚昭三 古川登志夫 宮村義人 政宗一成 広瀬正志 上田敏也 北村弘一 倉下ひとみ 阪脩 池田勝 好村俊子 |            |
|                              |                            | |            |
| 演出                         | 演出                       | 佐藤敏夫 |            |
| 翻訳                         | 翻訳                       | 木原たけし |            |
| 効果                         | 効果                       | 赤塚不二夫 |            |
| 調整                         | 調整                       | 平野富夫 |            |
| 制作                         | 制作                       | 東北新社 |            |
| 解説                         | 解説                       | 淀川長治 |            |
| 初回放送                     | 初回放送                   | 1980年10月5日 『日曜洋画劇場』 |            |

※日本語吹替はキングレコード発売のBDに収録。

## 登場車両
- 1977年式マック・RS786LST

主人公"ラバーダック"のトラック。ボンネットタイプの車体。
RS786LSTと言われているが、撮影ではシーンによって5台のRS700Lシリーズが使われた。
1、1977 Mack RS712LST35492
2、1973 Mack RS797LST13182
3、1970 Mack RS731LST6646
4、1970 Mack RS731LST6648
5、1977 Mack RSK700KIT
本車はタンクトレーラーを牽引しており、爆発性のある化学薬品（ニトロマナイト/nitromanite）を積載していた。
トレーラーは1960年式トレイルモービル製モデルT4-02-22タンカーで、5800ガロン容量の同じものが2台用意され、1台は撮影で爆破、1台はレストアされている。
積荷目録によると5800ガロン容量のタンクに10,000ガロンのニトロマナイトを積み、ルイジアナ州のシュリーブポートに向かっていた、とするトリビアがある。
- 1977年式マック・クルーズライナー・WS700Lシリーズ

キャブオーバータイプの車体。
"ピッグ・ペン"のトラック。豚を積載したトレーラーを牽引している。
- 1961年式ダイアモンド T 921 DFN

"スパイダー・マイク"のトラック。カミンズ250馬力、6速ミッション。
- 年式不明（1970年代前半）ブロックウェイ・361

交差点で横転する、黒人女性運転手"ブラック・ウィドー"のトラック。
- 1975年式ピータービルト・352・ペースメーカー

ラット兄弟（パック・ラット、ホワイト・ラット）のトラックで、助手席側のドアの窓が開いたまま壊れている。
横転事故でトラックを失った"ブラック・ウィドー"を乗せる。
- 1971年式ケンワース・K123

"リザード・タン"のトラック。
- 1969年式ピータービルト・352

"オールド・イグアナ"のトラック。